# Линдлэнд, Мэтт
Мэ́ттью Джеймс Ли́ндлэнд (англ. Matthew James Lindland; 17 мая 1970, Орегон-Сити) — американский борец, состоял в основном составе национальной сборной США по греко-римской борьбе в конце 1990-х — начале 2000-х годов. Серебряный призёр летних Олимпийских игр в Сиднее, обладатель серебряной медали чемпионата мира, чемпион Панамериканских игр. Также известен как боец смешанного стиля, в период 1997—2011 участвовал в турнирах таких крупных бойцовских организаций как UFC, Cage Rage, Affliction, Strikeforce, KSW и др. Ныне — тренер по борьбе.

## Биография
Мэттью Линдлэнд родился 17 мая 1970 года в городе Орегон-Сити, штат Орегон. Активно заниматься борьбой начал в возрасте пятнадцати лет во время учёбы в старшей школе, затем продолжил подготовку в колледже и позже в Университете Небраски-Линкольна, дебютировал в первом дивизионе Национальной ассоциации студенческого спорта.

### Любительская карьера
В 1993 году Линдлэнд выиграл студенческий чемпионат Big Eight и, имея послужной список из 38 побед без единого поражения, принял участие в национальном первенстве по борьбе, где тоже занял первое место в своей весовой категории. Год спустя добился первого серьёзного успеха на международном уровне, когда побывал на панамериканском чемпионате по вольной борьбе в Мехико и одолел там всех своих соперников. В студенческие годы выступал одновременно по вольной борьбе и по греко-римской борьбе, но в конечном счёте решил сконцентрироваться на одной лишь греко-римской.
На Кубке мира 1995 года Линдлэнд был вторым, в следующем сезоне на аналогичных соревнованиях в Колорадо-Спрингс стал первым. В 1997 году привёз серебро с панамериканского чемпионата в Сан-Хуане, на Панамериканских играх 1999 года в канадском Виннипеге завоевал золото. Став победителем панамериканского чемпионата 2000 года в Сантьяго-де-Кали, вошёл в список основных кандидатов на участие в летних Олимпийских играх в Сиднее.
Отбор на Олимпиаду проходил для Линдлэнда очень непросто и сопровождался множественными судебными процессами, за что впоследствии он получил прозвище Закон (англ. The Law). В финальном матче отборочного турнира он потерпел поражение от Кита Серакки, но тот во время поединка зацепил его ногой, использовал запрещённое в греко-римской борьбе действие. Спортсмен подал апелляцию, арбитр постановил провести поединок заново, и на этот раз Линдлэнд уверенно победил со счётом 9:0
. Несмотря на уверенную победу, чиновники американского олимпийского комитета решили всё-таки взять в команду Серакки — Линдлэнд сразу же опротестовал это решение в федеральном суде, и суд счёл его претензии обоснованными. Олимпийский комитет, в свою очередь, настаивал на своей правоте и попытался обжаловать решение федерального суда в верховном суде, но безуспешно, решение осталось без изменений. Таким образом, путём длительных судебных тяжб Мэтт Линдлэнд попал-таки в олимпийскую сборную и отправился в Сидней.
На Олимпийских играх Линдлэнд выступал в категории до 76 кг, занял в своей предварительной группе первое место, после чего в полуфинале со счётом 7:4 одержал победу над представителем Украины Давидом Манукяном. В финальном решающем бою встречался с россиянином Муратом Кардановым и потерпел от него поражение со счётом 0:3, получив в итоге медаль серебряного достоинства. В следующем сезоне на чемпионате мира в греческих Петрах в категории до 84 кг вновь сумел дойти до финальной стадии, но на сей раз его остановил грузин Мухран Вахтангадзе. Впоследствии Линдлэнд оставался в составе национальной сборной по борьбе вплоть до 2004 года, однако в последнее время уже не добивался сколько-нибудь значимых результатов.

### Профессиональная карьера
Линдлэнд начал выступать в профессиональных боях по смешанным правилам уже в 1997 году, в самом рассвете своей любительской борцовской карьеры. В 1999 году вместе с коллегами по греко-римской борьбе Рэнди Кутюром и Дэном Хендерсоном он основал собственный клуб ММА под названием Team Quest, где приступил к освоению многих других единоборств, в том числе практиковал бразильское джиу-джитсу, получив в этой дисциплине чёрный пояс. В 2000 году, добившись успехов на Олимпийских играх и имея в послужном списке три победных профессиональных боя, подписал контракт с престижной американской организацией Ultimate Fighting Championship. В течение двух лет выиграл ещё четыре поединка, благодаря чему удостоился права побороться за титул чемпиона в среднем весе, который на тот момент принадлежал бразильцу Мурилу Бустаманте. Тем не менее, забрать чемпионский пояс ему не удалось, в третьем раунде Бустаманте поймал его в «гильотину» и вынудил сдаться.
После ещё двух побед в UFC в 2003 году состоялся бой против Фаланико Витале, закончившийся курьёзом. В середине первого раунда Линдлэнд провёл тэйкдаун с броском через себя, при этом в падении он ударился головой о канвас и потерял сознание, нокаутировав самого себя. Впоследствии сайтом Sherdog этот инцидент был включён в десятку самых глупых неудач всех времён. Спустя несколько месяцев между ними был проведён матч-реванш, на сей раз Линдлэнд контролировал ход всего поединка и выиграл досрочно в третьем раунде.
Линдлэнд покинул UFC в 2005 году на победной ноте, взяв верх над такими бойцами как Трэвис Луттер и Джо Доэрксен. Выступал во многих других промоушенах, например, в IFL, Cage Rage, Affliction, Strikeforce. Наиболее значимые поединки в этот период — противостояние с бывшим чемпионом UFC Куинтоном Джексоном, закончившееся поражением раздельным судейским решением, а также бой против знаменитого россиянина Фёдора Емельяненко в Санкт-Петербурге — для встречи с ним Линдлэнд набрал 15 килограммов, чтобы перейти из своей привычной средней весовой категории в тяжёлую. В первом же раунде Емельяненко провёл рычаг локтя, вынудив американца сдаться.
Большинство своих последних поединков Мэттью Линдлэнд проиграл, в том числе в 2009 году потерпел поражение от бразильца Витора Белфорта, оказавшись в нокауте уже на 37 секунде первого раунда. Последний профессиональный поединок провёл в мае 2011 года в Польше против местного бойца Мамеда Халидова. Халидов зажал голову Линдлэнда в «гильотине» и начал душить, в результате чего тот потерял сознание. Вскоре после этого проигрыша он принял решение завершить спортивную карьеру. Всего в его послужном списке 31 профессиональный бой, 22 победы и 9 поражений.

### Прочая деятельность
Ещё во время любительской борцовской карьеры Линдлэнд занимался тренерской деятельностью, участвовал в подготовке многих бойцов, неоднократно проводил тренерские семинары и мастер-классы. Снимался в нескольких документальных фильмах, посвящённых смешанным единоборствах, участвовал в соответствующих телешоу.
С 2008 года является членом Республиканской партии от Орегона. Женат, есть двое детей.

## Статистика в ММА
| Результат | Рекорд | Соперник          | Способ                                   | Турнир                                      | Дата             | Раунд | Время | Место                   | Примечание |
| --------- | ------ | ----------------- | ---------------------------------------- | ------------------------------------------- | ---------------- | ----- | ----- | ----------------------- | ---------- |
| Поражение | 22-9   | Мамед Халидов     | Техническая сдача удушением «гильотиной» | KSW 16                                      | 21 мая 2011      | 1     | 1:35  | Гданьск, Польша         |            |
| Поражение | 22-8   | Робби Лоулер      | Нокаут ударами руками                    | Strikeforce: Henderson vs. Babalu II        | 4 декабря 2010   | 1     | 0:50  | Сент-Луис, США          |            |
| Победа    | 22-7   | Кевин Кейси       | Технический нокаут ударами руками        | Strikeforce Challengers: Lindland vs. Casey | 21 мая 2010      | 3     | 3:41  | Портленд, США           |            |
| Поражение | 21-7   | Роналду Соуза     | Удушающий приём «треугольник»            | Strikeforce: Evolution                      | 19 декабря 2009  | 1     | 4:18  | Сан-Хосе, США           |            |
| Поражение | 21-6   | Витор Белфорт     | Нокаут ударами руками                    | Affliction: Day of Reckoning                | 24 января 2009   | 1     | 0:37  | Анахайм, США            |            |
| Победа    | 21-5   | Фабиу Нассименту  | Единогласное решение судей               | Affliction: Banned                          | 19 июля 2008     | 3     | 5:00  | Анахайм, США            |            |
| Поражение | 20-5   | Фёдор Емельяненко | Болевой приём рычаг локтя                | BodogFIGHT: Clash of the Nations            | 14 апреля 2007   | 1     | 2:58  | Санкт-Петербург, Россия |            |
| Победа    | 20-4   | Карлос Ньютон     | Удушающий приём «гильотина»              | IFL: Houston                                | 2 февраля 2007   | 2     | 1:43  | Хьюстон, США            |            |
| Победа    | 19-4   | Джереми Хорн      | Технический нокаут ударами руками        | IFL: Portland                               | 9 сентября 2006  | 2     | 0:21  | Портленд, США           |            |
| Поражение | 18-4   | Куинтон Джексон   | Раздельное решение судей                 | WFA: King of the Streets                    | 22 июля 2006     | 3     | 5:00  | Лос-Анджелес, США       |            |
| Победа    | 18-3   | Майк ван Арсдейл  | Удушающий приём «гильотина»              | Raze MMA: Fight Night                       | 29 апреля 2006   | 1     | 3:38  | Сан-Диего, США          |            |
| Победа    | 17-3   | Фабиу Леополду    | Удушающий приём сзади со спины           | GFC: Gracie vs. Hammer House                | 3 марта 2006     | 3     | 3:25  | Колумбус, США           |            |
| Победа    | 16-3   | Нину Шембри       | Технический нокаут ударами руками        | Cage Rage 14                                | 3 декабря 2005   | 3     | 3:33  | Лондон, Англия          |            |
| Победа    | 15-3   | Джо Доэрксен      | Единогласное решение судей               | UFC 54: Boiling Point                       | 20 августа 2005  | 3     | 5:00  | Лас-Вегас, США          |            |
| Победа    | 14-3   | Трэвис Луттер     | Удушающий приём «гильотина»              | UFC 52: Couture vs Liddell                  | 16 апреля 2005   | 2     | 3:32  | Лас-Вегас, США          |            |
| Победа    | 13-3   | Лэндон Шоуолтер   | Болевой приём рычаг локтя                | Sportfight 8: Justice                       | 8 января 2005    | 1     | 2:43  | Грешам, США             |            |
| Победа    | 12-3   | Марк Уир          | Технический нокаут (остановка врачом)    | Cage Rage 9                                 | 27 ноября 2004   | 1     | 5:00  | Лондон, Англия          |            |
| Поражение | 11-3   | Дэвид Террелл     | Нокаут ударами руками                    | UFC 49                                      | 21 августа 2004  | 1     | 0:24  | Лас-Вегас, США          |            |
| Победа    | 11-2   | Тони Фрайклунд    | Единогласное решение судей               | Rumble on the Rock 5                        | 7 мая 2004       | 3     | 5:00  | Гонолулу, США           |            |
| Победа    | 10-2   | Фаланико Витале   | Вербальная сдача (удары руками)          | UFC 45                                      | 21 ноября 2003   | 3     | 4:23  | Монтвилл, США           |            |
| Поражение | 9-2    | Фаланико Витале   | Нокаут (падение)                         | UFC 43                                      | 6 июня 2003      | 1     | 1:56  | Лас-Вегас, США          |            |
| Победа    | 9-1    | Фил Барони        | Единогласное решение судей               | UFC 41                                      | 28 февраля 2003  | 3     | 5:00  | Атлантик-Сити, США      |            |
| Победа    | 8-1    | Айвен Салаверри   | Единогласное решение судей               | UFC 39                                      | 27 сентября 2002 | 3     | 5:00  | Монтвилл, США           |            |
| Поражение | 7-1    | Мурилу Бустаманте | Удушающий приём «гильотина»              | UFC 37                                      | 10 мая 2002      | 3     | 1:33  | Боссье-Сити, США        |            |
| Победа    | 7-0    | Пэт Милетич       | Технический нокаут ударами руками        | UFC 36                                      | 22 марта 2002    | 1     | 3:09  | Лас-Вегас, США          |            |
| Победа    | 6-0    | Фил Барони        | Решение большинства судей                | UFC 34                                      | 21 ноября 2001   | 3     | 5:00  | Лас-Вегас, США          |            |
| Победа    | 5-0    | Рикарду Алмейда   | Дисквалификация за нарушения             | UFC 31                                      | 4 мая 2001       | 3     | 4:21  | Атлантик-Сити, США      |            |
| Победа    | 4-0    | Ёдзи Андзё        | Технический нокаут ударами руками        | UFC 29                                      | 16 декабря 2000  | 1     | 2:58  | Токио, Япония           |            |
| Победа    | 3-0    | Трэвис Фултон     | Удушающий приём                          | IFC 6: Battle at the Four Bears             | 20 сентября 1997 | 1     | 22:13 | Нью-Таун, США           |            |
| Победа    | 2-0    | Марк Уотерс       | Вербальная сдача (удары руками)          | IFC 6: Battle at the Four Bears             | 20 сентября 1997 | 1     | 2:20  | Нью-Таун, США           |            |
| Победа    | 1-0    | Каро Давтиян      | Технический нокаут ударами руками        | World Fighting Federation                   | 14 февраля 1997  | 1     | 8:34  | Бирмингем, США          |            |